# Sent Pèir de Levinhac
Sant Pèire de Dròt (en francès Saint-Pierre-sur-Dropt) és un municipi francès situat al departament d'Òlt i Garona i a la regió de la Nova Aquitània.

## Demografia
| 1962                                       | 1968 | 1975 | 1982 | 1990 | 1999 | 2007 |
| ------------------------------------------ | ---- | ---- | ---- | ---- | ---- | ---- |
| 260                                        | 282  | 295  | 263  | 244  | 226  | 258  |
| Des de 1962: població sense dobles comptes |      |      |      |      |      |      |

## Administració
| Període | Identitat            | Partit |
| ------- | -------------------- | ------ |
| 2001-   | Jean Louis Bardinaud |        |